# David Sanchez
David Sanchez é um engenheiro francês de Fórmula 1 que atualmente é o diretor técnico executivo da equipe Alpine. Anteriormente, ele trabalhou nas equipes Renault, Ferrari e McLaren.

## Carreira
Depois de se formar na École nationale supérieure de mécanique et d'aérotechnique, Sanchez começou sua carreira no automobilismo trabalhando como aerodinâmica para a equipe Renault de Fórmula 1 como aerodinâmico júnior em 2005. Ele se mudou para a McLaren Racing em 2007 inicialmente como aerodinamicista sênior antes progredindo para se tornar um líder de equipe de aerodinâmica, fazendo parte da equipe que desenvolveu o inovador duto F visto no McLaren MP4-25. Em busca de um novo desafio, Sanchez decidiu ingressar na Ferrari em outubro de 2012 como aerodinamicista principal, posteriormente substituindo Dirk de Beer que estava de saída como chefe de aerodinâmica em 2016, antes de chefiar todo o departamento em 2019. Em 2021, Sanchez foi promovido novamente a engenheiro chefe de conceito de veículo, liderando o design e desenvolvimento do carro de Ferrari de 2022.
Em março de 2023, a McLaren anunciou a saída de seu diretor técnico, James Key e, também, que deixaria de ter um único diretor técnico e, em vez disso, colocaria uma equipe de três especialistas principais que se reportariam diretamente ao chefe da equipe, Andrea Stella. Com essa equipe técnica executiva sendo formada por Peter Prodromou, como diretor técnico de aerodinâmica; Neil Houldey, como diretor técnico de engenharia e projeto e, David Sanchez, que retornou a equipe de Woking em 1 de janeiro de 2024, como diretor técnico de conceito do carro e performance. Porém, apenas três meses após ter assumido o cargo, Sanchez deixou a equipe por meio de um acordo mútuo em 2 de abril de 2024.
Em 2 de maio de 2024, foi anunciado a contratação de Sanchez pela equipe de Fórmula 1 da Alpine como seu diretor técnico executivo.